# Mariann Edgar Budde

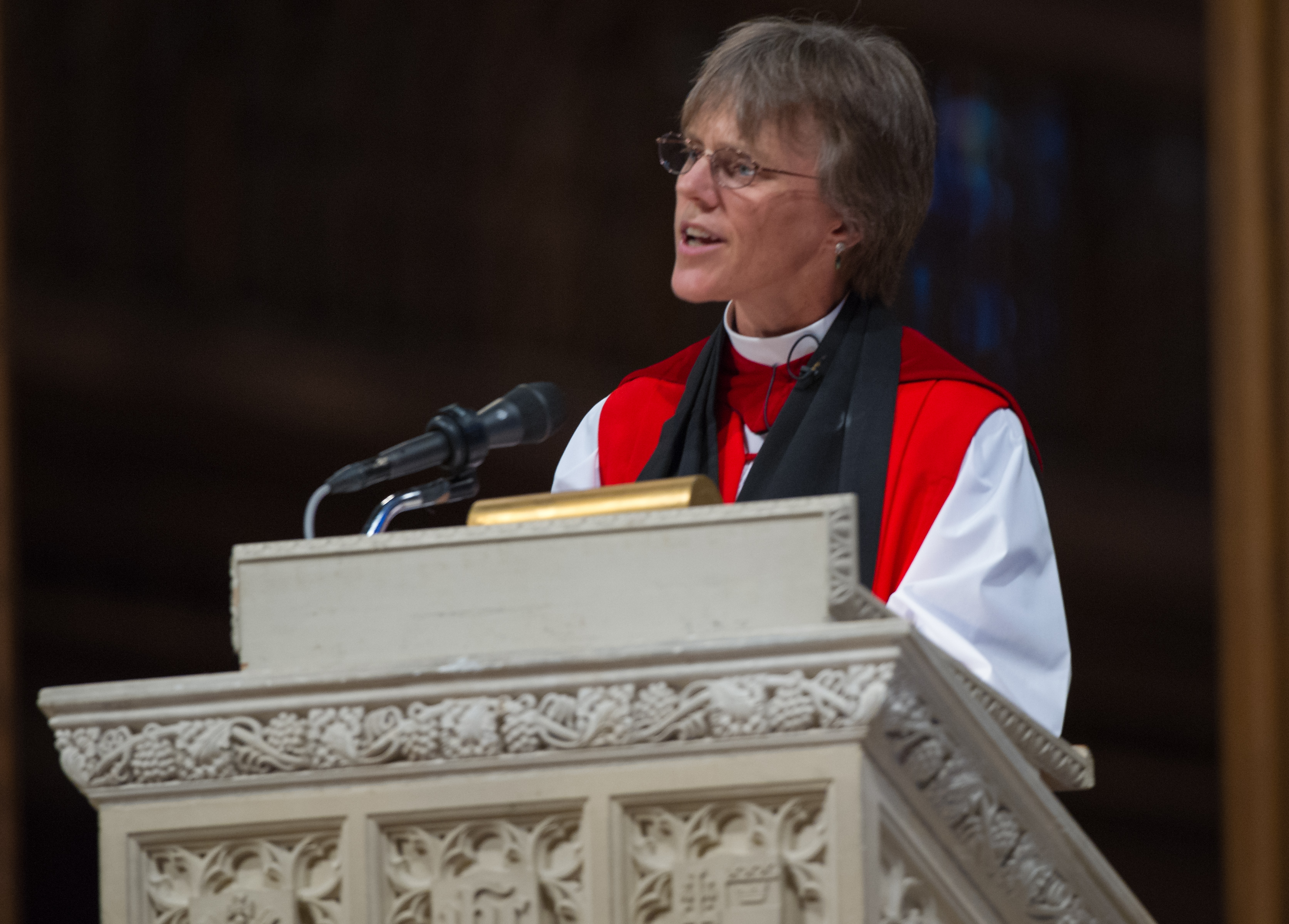
Bischöfin Mariann Edgar Budde (2012)

Mariann Edgar Budde (* 10. Dezember 1959 in New Jersey) ist eine US-amerikanische Geistliche. Seit 2011 amtiert sie als Bischöfin der Episcopal Diocese of Washington der Episkopalkirche der Vereinigten Staaten von Amerika.

## Leben
Budde studierte anglikanische Theologie an der University of Rochester und am Virginia Theological Seminary in Alexandria, Virginia. Am 28. Mai 1988 wurde sie zur Diakonin und am 4. März 1989 zur Priesterin geweiht. Nach fünf Jahren als Associate Rector an der Trinity Episcopal Church in Toledo (Ohio) arbeitete sie von 1993 bis 2011 als Gemeindepfarrerin (rector) an der  St. John's Church in Minneapolis.
Am 18. Juli 2011 wurde Budde zur Bischöfin der Episcopal Diocese of Washington gewählt. Am 12. November 2011 wurde sie durch Katharine Jefferts Schori geweiht und als Bischöfin eingeführt. Sie war die erste Frau, die dieses Amt übernahm, und die neunte Frau in der Reihenfolge der Bischöfe dieser Diözese.
Budde ist verheiratet und hat zwei Kinder.
Das Virginia Theological Seminary, an dem sie 1988 den Master of Divinity und 2007 den Doctor of Ministry erworben hatte, verlieh ihr 2012 die Ehrendoktorwürde.
Am 3. Mai 2025 besuchte Budde den Deutschen Evangelischen Kirchtag in Hannover, wo sie mit Standing Ovations empfangen wurde. Sie betonte die lebensverändernde Kraft des Christentums und rief dazu auf, in schwierigen Zeiten Mut, innere Stärke und Mitgefühl zu zeigen. Die Lage in den USA bezeichnete sie als „sehr unübersichtlich“ und „eine ziemlich traumatische Zeit“. Es sei wichtig, für Schwächere einzutreten, Schulen, Migranten und Arbeitslose zu schützen. Sie rief dazu auf, trotz aller Herausforderungen hoffnungsvoll und beherzt zu bleiben.

## Amtseinführung von Donald Trump
Nach der zweiten Amtseinführung von Präsident Donald Trump besuchte dieser zusammen mit Vizepräsident JD Vance und Familienangehörigen am Morgen des 21. Januar 2025 den Gottesdienst in der Washington National Cathedral, in dem Budde die Predigt hielt. In ihrer Predigt richtete sie das Wort direkt an Trump und bat ihn, Barmherzigkeit gegenüber den Menschen im Land zu üben, die nun in Angst lebten. Sexuelle Minderheiten fürchteten nun teilweise um ihr Leben. Auch sei die große Mehrheit der Immigranten, die die schmutzigen und harten Arbeiten machten, keine Kriminellen. Sie bat Trump, jenen zu helfen, die vor Krieg und Verfolgung flüchteten, und um Mitgefühl und freundliche Aufnahme in den USA ersuchten und jetzt in Angst lebten.
Nach dem Gottesdienst antwortete Trump außerhalb der Kathedrale auf die Fragen von Reportern, dass die Predigt „nicht allzu aufregend“ („not too exciting“) gewesen sei, und „sie könnten es viel besser“ („they can do much better“). In der folgenden Nacht beschrieb er die Predigt auf seinem Netzwerk Truth Social als „sehr langweilig“, bezeichnete Budde als eine „sogenannte Bischöfin“ und erklärte sie zu einer „linksradikalen Hardlinerin und Trump-Hasserin“. Er forderte eine Entschuldigung. Der republikanische Kongressabgeordnete Mike Collins äußerte, Budde – eine US-amerikanische Staatsbürgerin – solle „auf die Deportationsliste gesetzt werden“.

## Schriften (Auswahl)
- Gathering Up The Fragments. Preaching as Spiritual Practice. CSS Publishing Company, Lima (Ohio) 2009, ISBN 978-0-7880-2605-8.
- How We Learn to Be Brave. Decisive Moments in Life and Faith. Penguin, New York 2023, ISBN 978-0-593-53921-7.
  - Mutig sein. Übersetzt von Anja Lerz, Oliver Lingner, Elsbeth Ranke und Karin Schuler. S. Fischer, Frankfurt am Main 2025, ISBN 978-3-10-397735-6.